# Sergio Markarián
Sergio Apraham Markarián Abrahamian (Montevideo, 1º novembre 1944) è un allenatore di calcio uruguaiano.

## Biografia
Nato in Uruguay in una famiglia di origini armene, ha vissuto in Argentina fra i sette e i diciotto anni. Dopo una carriera come dirigente di un'impresa di combustibili e senza aver mai giocato a calcio a livello professionistico, Markarián decise di intraprendere la carriera di allenatore dopo aver assistito alla sconfitta della Nazionale uruguayana contro i Paesi Bassi durante i Mondiali del 1974.

## Carriera

### Allenatore
Ha allenato negli anni '80 l'Olimpia - con cui vinse due campionati nazionali - e il Club Cerro Porteño in Paraguay e negli anni '90 l'Universitario e lo Sporting Cristal in Perù, riuscendo a vincere il campionato sia con il primo che con il secondo, che condusse pure alla finale della Coppa Libertadores nel 1997.
El Mago vanta anche due esperienze nel calcio greco: ha infatti condotto lo Ionikos alla qualificazione alla Coppa Uefa nel 1999 e il Panathinaikos ai quarti di finale della Coppa UEFA nel 2003.
Ha inoltre portato la Nazionale paraguayana under-23 alla vittoria del Torneo Pre-Olimpico CONMEBOL 1992 e quella maggiore alle qualificazioni ai Mondiali del 2002. Il suo ultimo titolo è stato conquistato alla guida dell'Universidad de Chile, squadra con la quale ha vinto il Campionato di Apertura cileno nel 2009 battendo in finale la Unión Española.
Il 2 luglio 2010 è diventato il nuovo allenatore della Nazionale peruviana, conquistando il terzo posto nella Copa América 2011.
Il 12 febbraio 2015 è stato nominato commissario tecnico della Grecia. Il 7 agosto decide di dimettersi da CT della Grecia risolvendo consensualmente il contratto.

## Palmarès

### Allenatore

#### Competizioni nazionali
- Campionato paraguaiano: 4

Club Olimpia: 1983, 1985
Libertad: 2006, 2007
- Torneo República: 1

Cerro Porteño: 1989
- Campionato peruviano: 2

Universitario: 1993
Sporting Cristal: 1996
- Campionato cileno: 1

Universidad de Chile: Apertura 2009
- Segunda División Profesional de Uruguay: 1

Bella Vista: 1976